# Дорогій мамі в день народження
«Дорогій мамі в день народження» (італ. Alla mia cara mamma nel giorno del suo compleanno) ― італійська комедія 1974 року режисера Лучано Сальче.

## Сюжет
Фільм знятий за мотивами п'єси Рафаеля Азкона та Луїса Берланги «У день іменин матері». Фільм розповідає про перипетії та запізнілі хвилювання 32-річного Фернандо під кличкою «Дідіно», який живе у великому сімейному маєтку зі своєю овдовілою матір'ю, графинею Мафальдою, а також Анхіз і Дріаде, брат і сестра, літні люди і завжди на службі у сім'ї. Мати має надмірно власницькі стосунки до сина, що викликає у «Дідіно» сильний Едіпів комплекс і, насамперед, великі труднощі у встановленні нормальних відносин з іншою статтю. Його становище погіршують вироки його дядька Альберто, який закликає свого племінника слідувати його справжній природі, твердо переконаний, що він гомосексуал.

Випадкова смерть літньої економки Дріади визначає вступ до маєтку нової покоївки Анжели, молодої дівчини, в яку закохується «Дідіно». Між ними народжуються стосунки, але їм заважає мати, яка не погоджується передати свою дитину іншій жінці. Одного разу вночі Дідіно та Анжела займалися коханням на очах у матері, яка захворіла. Коли Фернандо нарешті вирішує піти з дому, щоб жити зі своєю коханою, його мати робить вигляд, що погоджує його заповіт, і допомагаючи йому в останній ванні перед від'їздом, вона топить його серед тисячі мильних бульбашок. 

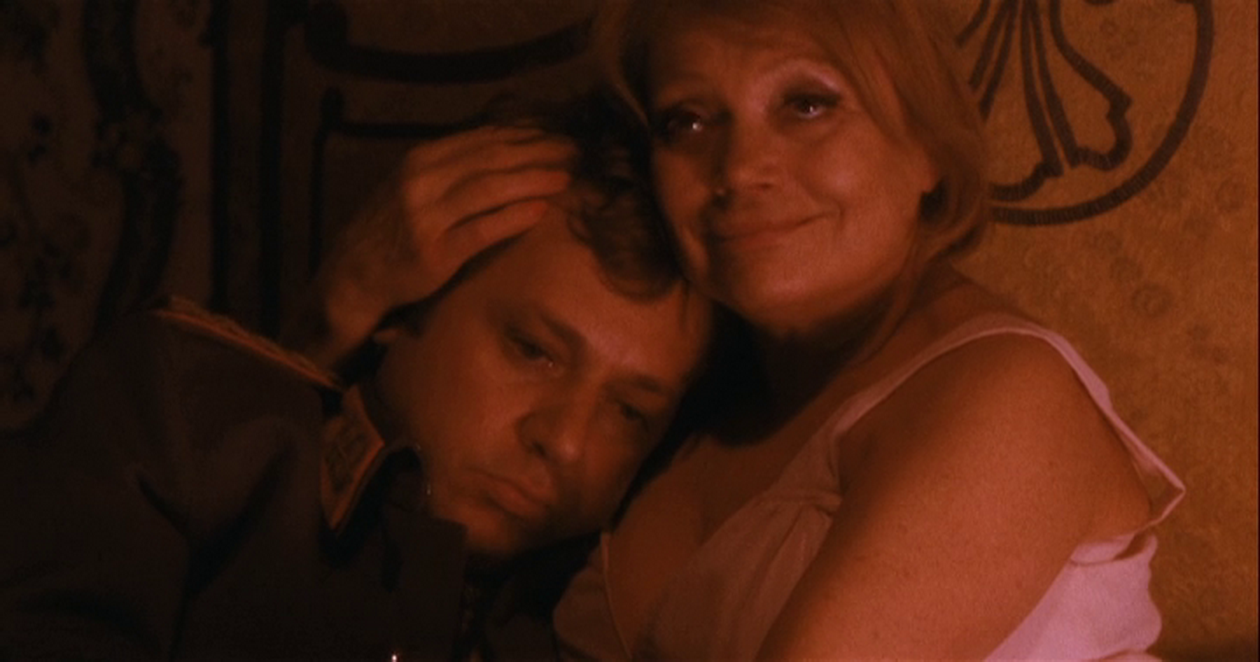
Паоло Вілладжо та Ліля Кедрова в головних ролях.
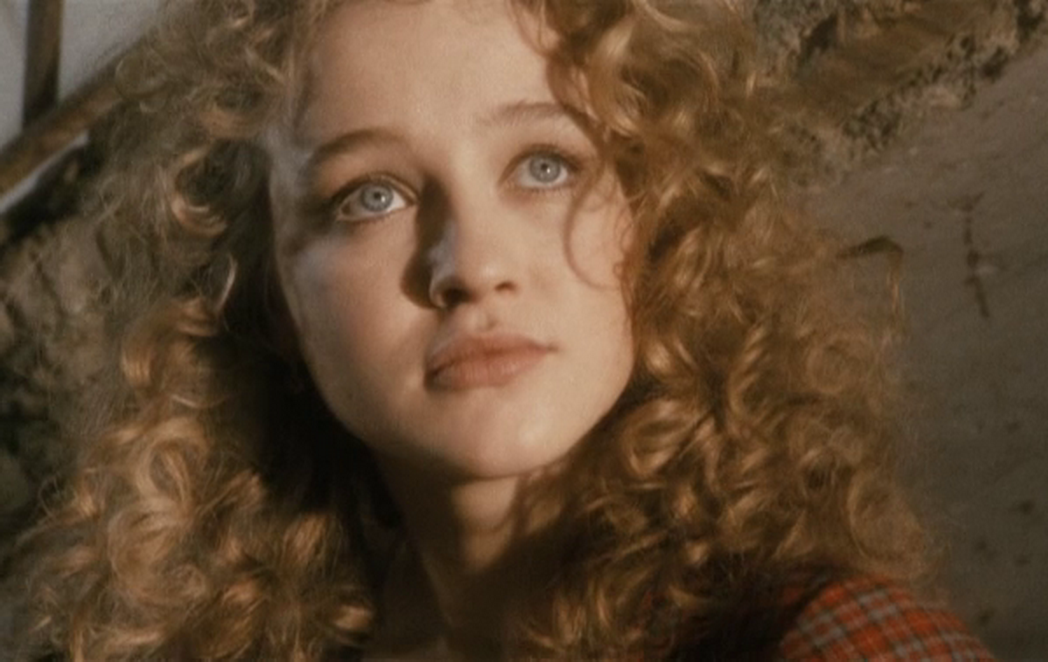
Елеонора Джорджі в ролі Анжели.
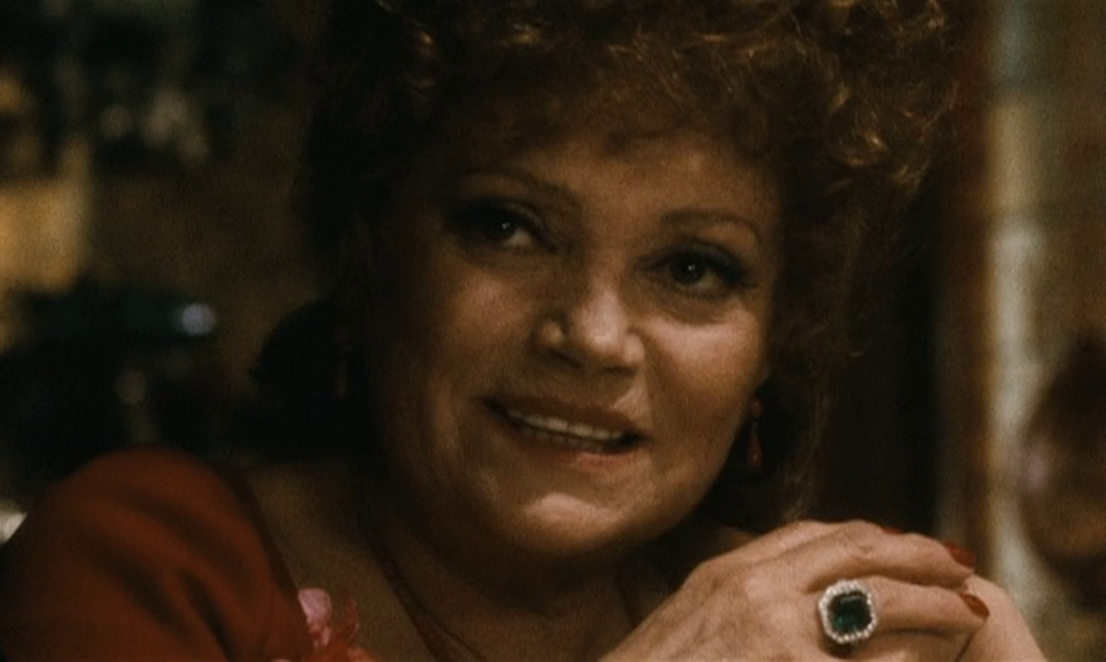
Ліля Кедрова в кадрі.
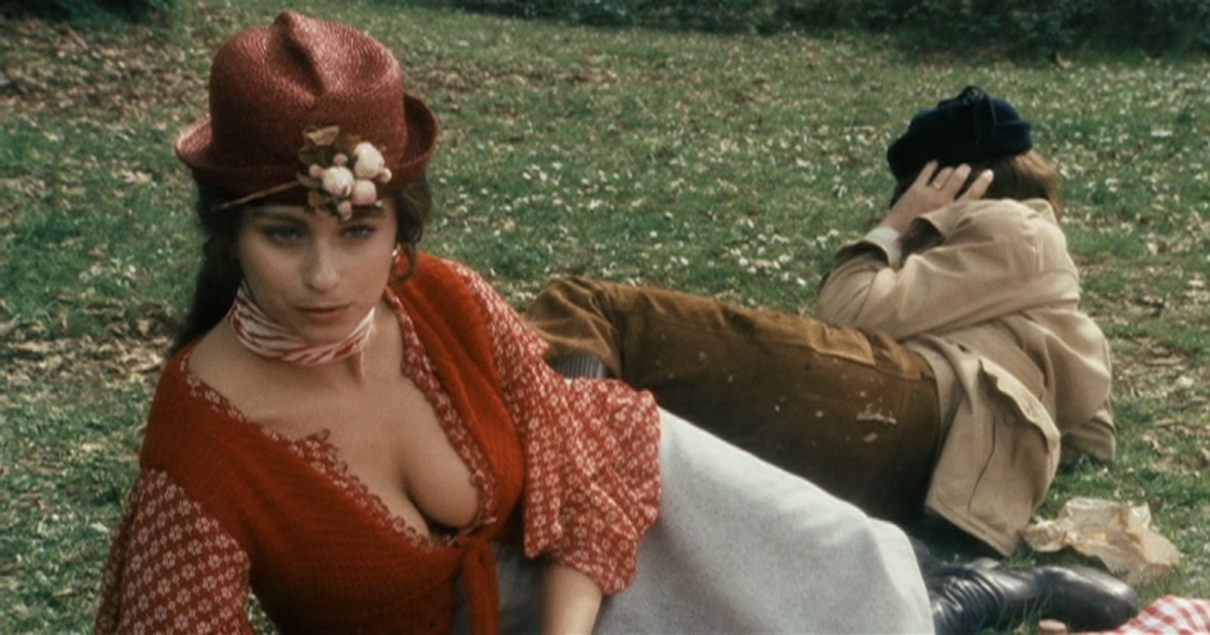
Оркідея Де Сантіс в ролі Йоланди.
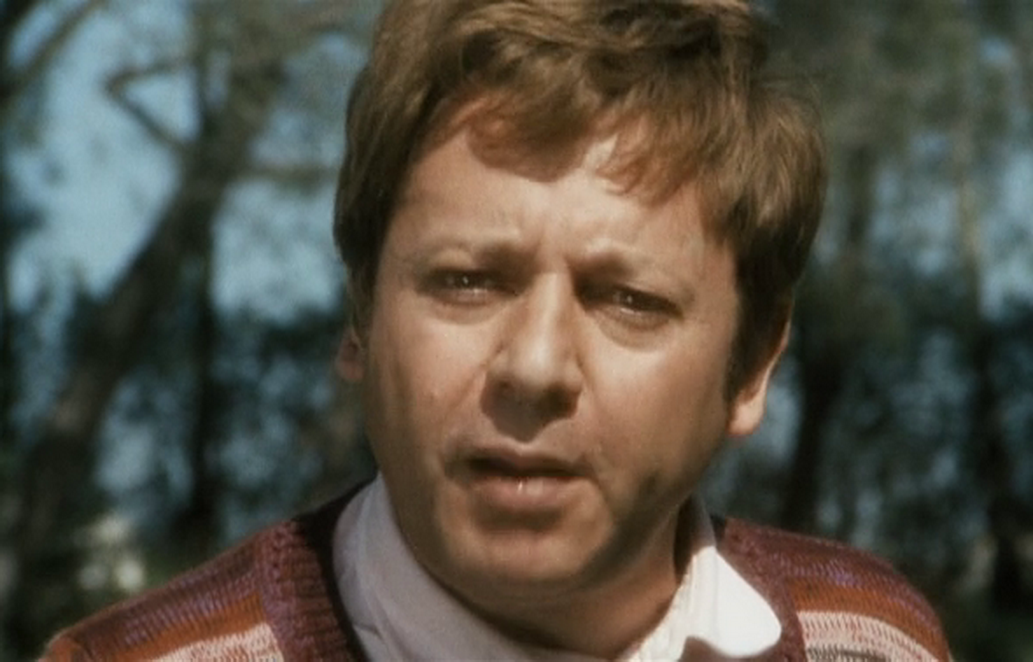
Паоло Вілладжо.
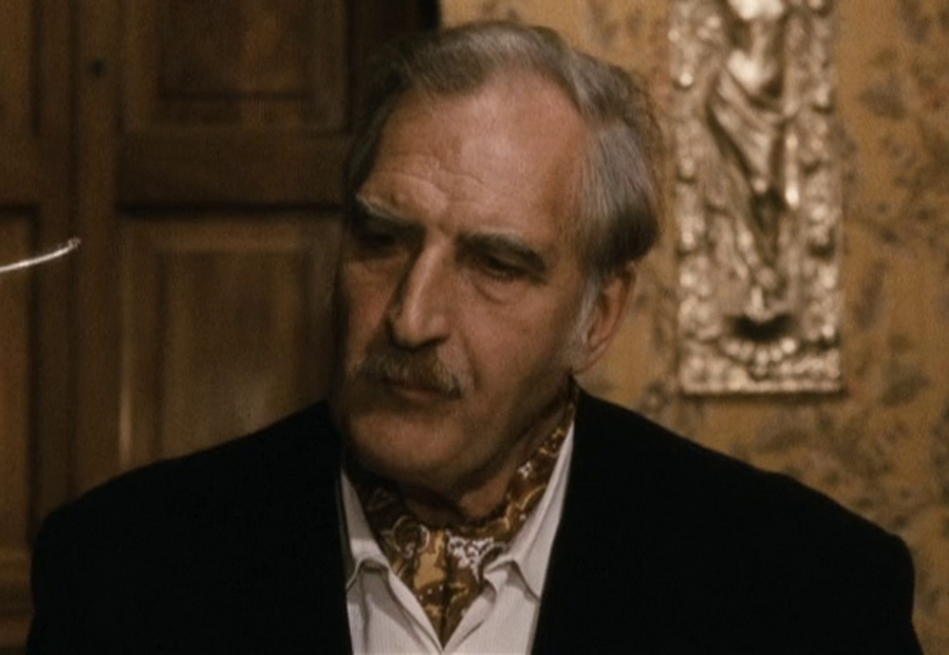
Антоніно Фаа ді Бруно в ролі дядька Альберта.
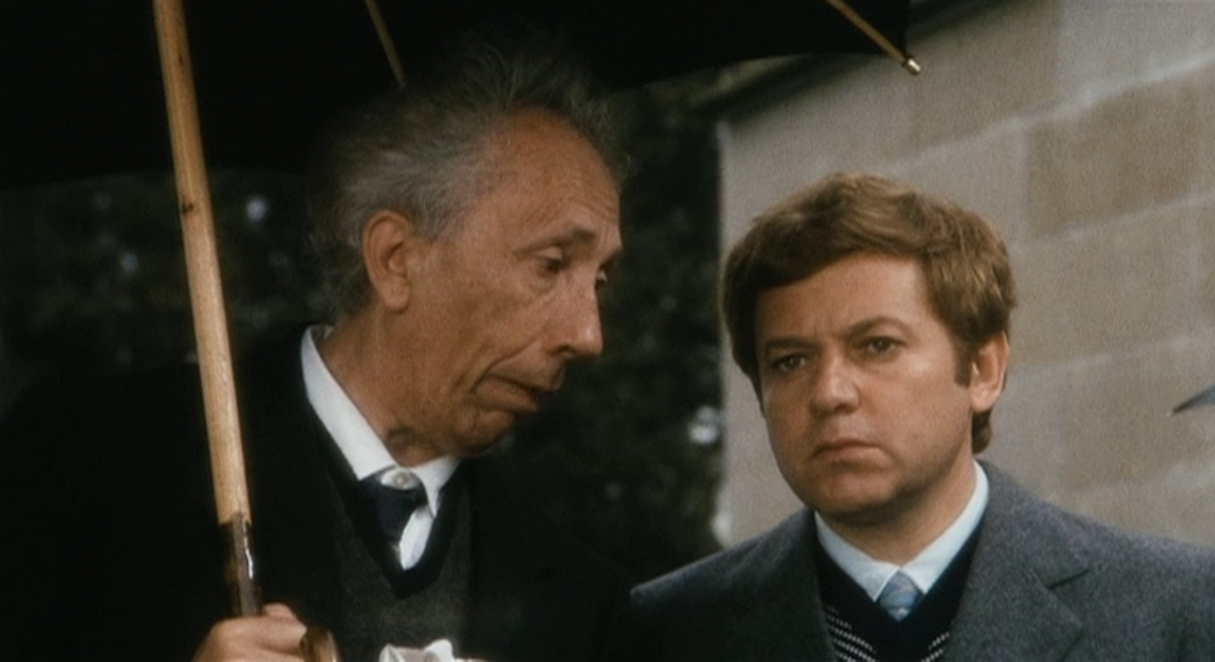
Ренато К'янтоні та Паоло Вілладжо в фільмі.

## В ролях
- Паоло Вілладжо: граф Фернандо, відомий як «Дідіно»;
- Ліля Кедрова: графиня Мафальда;
- Елеонора Джорджі: Анжела;
- Оркідея Де Сантіс: Йоланда;
- Джиммі іл Феномено: Сальватор;
- Ренато К'янтоні: Анчіз;
- Антоніно Фаа ді Бруно: дядько Альберто;
- Віра Друді: Дріада;
- Гвідо Чернілья: Чезаріно.